# マインドハッカー -お前の心は俺のモノ-
『マインドハッカー -お前の心は俺のモノ-』（マインドハッカー おまえのこころはおれのもの）は2012年7月13日にルナソフトより発売された同人18禁ローグライクRPGである。

## 登場人物
主人公
悪魔・セーレと契約した少年。
西園寺 玲奈（さいおんじ れいな）
声 - 紗藤ましろ
主人公の学校の理事長の孫娘。ややきつい性格で、異性を苦手としているため、男子に対してはとげのある態度で接していることが多い。
伊藤 由香里（いとう ゆかり）
声 - 椎那天
主人公のクラスメート。おとなしく、温厚で心優しい。また、読書好きで、図書委員も務めている。長い黒髪と巨乳が特徴。
水野 夏希（みずの なつき）
声 - 貴坂理緒
主人公のクラスメート。運動部に所属しており、活発な性格。また、明るい性格のため、友人も多い。短い赤毛が特徴。
西園寺 佳奈（さいおんじ かな）
声 - 文月桔梗
玲奈の妹。マイペースで純真。花の髪飾りをしている。
セーレ
声 - きちゅね
主人公と契約した悪魔。見た目は幼女だが、かなり長い時を生きている。
精神中枢の収集が趣味。

## スタッフ
- 企画 - 井之上コテツ、em.
- 原画 - 鬼瓦しゃる、おかか
- シナリオ - と〜かぃ、ギハラ、em.